# Infanterie montée

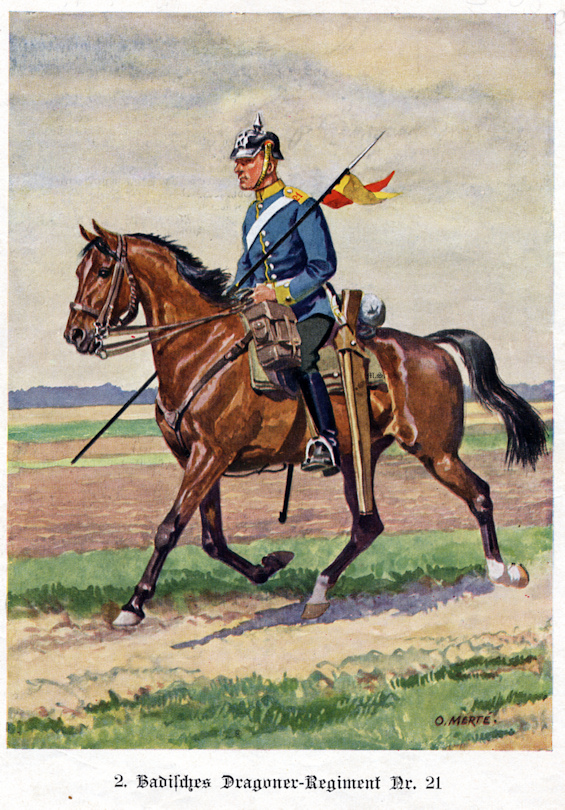
Dragon d'un régiment de l'armée badoise (1911).

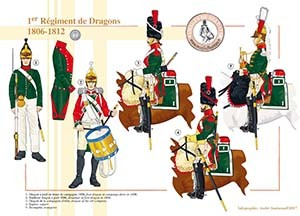
Dragons français du Ier Empire, exemple d'infanterie montée, dite "Cavalerie de ligne"

 (janvier 2023).
Si vous disposez d'ouvrages ou d'articles de référence ou si vous connaissez des sites web de qualité traitant du thème abordé ici, merci de compléter l'article en donnant les références utiles à sa vérifiabilité et en les liant à la section « Notes et références ».
L'infanterie montée était composée de soldats qui se déplaçaient à cheval mais se battaient à pied. Ils utilisaient durant les dernières guerres où ils combattirent[Lesquelles ?] les mousquetons et fusils, et avant cela lances, arcs et arbalètes. Les dragons étaient essentiellement de l'infanterie montée. 
Selon l'Encyclopædia Britannica, « les fusiliers montés sont à moitié des cavaliers, l'infanterie montée est simplement une infanterie plus mobile. »
L'utilisation de l'infanterie montée conférait à une armée une plus grande mobilité et rapidité dans le cadre d'une guerre de mouvement. En France, l'infanterie montée (Cavalerie de ligne), fut surtout utilisée sous Napoléon Ier.